# Mury
Mury (« les murs ») est une chanson dont les paroles en polonais ont été écrites en 1978 par Jacek Kaczmarski sur la mélodie de la chanson catalane L'Estaca, composée dix ans plus tôt par le chanteur catalan Lluís Llach, et dont le texte lui a servi d'inspiration.
Dernière piste de l'album éponyme, la chanson acquiert durant les années 1980 une grande popularité au sein de la résistance clandestine au régime communiste en Pologne.

## Inspiration
Filip Łobodziński (alors étudiant en études ibériques) se souvient : « Au cours de cette soirée, nous avons écouté l'album de Lluis Llach. Jacek Kaczmarski a beaucoup aimé la chanson L'estaca. Bientôt, il écrivit lui-même de nouvelles paroles sur cette mélodie ». Ce récit est corroboré par Jarosław Gugała.
La version de Kaczmarski a été très vite adoptée et a vite obtenu du succès dans le milieu de l'opposition. Il devient rapidement l'hymne du syndicat Solidarność, apparu à l'été 1980. Joanna Kozińska-Frybes, participante à la réunion de décembre, déclare : « Mury était une métaphore on ne peut plus claire pour nous ».
La chanson de Llach a acquis une immense popularité en Catalogne, étant chantée lors de concerts et de manifestations pour protester contre la dictature franquiste. Après son interdiction par les autorités, les manifestants ont continué d'en fredonner l'air, ce à quoi Kaczmarski fairt référence dans son propre texte (« juste la mélodie, sans les mots / avait la même force »), en quelque sorte dédié à Llach.
Comme c'est souvent le cas pour les chansons importantes, L'Estaca a échappé aux mains de Llach et Kaczmarski pour vivre sa propre vie. Il a été chanté pendant la période de la loi martiale. La station de radio illégale Radio Solidarność commençait ses émissions en en diffusant un extrait. Les syndicalistes emprisonnés en changèrent la fin pour la rendre moins pessimiste. La dernière strophe fut changée, son ton amer et ironique (« Et les murs poussaient, et des chaînes pendaient à ses pieds ») étant remplacé par un nettement plus optimiste « Et les murs tomberont, tomberont, tomberont / Et enterreront l'ancien monde ».

## Message
La chanson est devenue l'hymne de Solidarność et un symbole de la lutte contre le régime et du rôle du poète (« il a chanté qu'il était temps que le mur tombe... ils ont chanté avec lui »). La chanson se caractérise par une mélodie très entraînante et un message pessimiste — le chanteur-poète entraîne les gens à la révolte grâce à sa chanson — puis la perd au profit de la foule aveuglée par la révolution.

« J'ai écrit Mury en 1978 comme une pièce sur la méfiance envers tous les mouvements de masse. J'ai entendu l'enregistrement de Lluís Llach et une foule de plusieurs milliers de personnes chanter et j'ai imaginé une situation — en tant qu'égoïste et homme qui valorise l'individualisme dans la vie — que quelqu'un crée quelque chose de très beau, parce que c'est une belle musique, une belle chanson, et puis est privé de son travail, parce que les gens s'en emparent. L'œuvre cesse simplement d'être la propriété de l'artiste et c'est bien de cela qu'il s'agit. Et c'est exactement ce qui est arrivé. C'est devenu un hymne, une chanson populaire, et ce n'était plus la mienne. »

## Développements ultérieurs
En 1987, après que plusieurs années de répression sévère menées par le régime communiste aient réussi à éroder une partie du soutien à Solidarność, et avant l'accord de la table ronde polonaise (en) de 1989, Kaczmarski a exprimé sa déception face à la désillusion qu'il voyait dans la société polonaise en écrivant Mury '87. Dans cette chanson, qui reprend la même mélodie et que Kaczmarski qualifie d'« antonyme » de Mury, il affirme qu'au lieu de chanter et d'espérer, les gens doivent à nouveau agir.
En 2005, Mury a été interprété par Jean Michel Jarre avec le chœur de l'université de Gdańsk et la Philharmonie polonaise de la Baltique (en) lors du concert Przestrzeń Wolności 2005 (pl) à l'occasion du 25e anniversaire de la création de Solidarność.
En 2010, Mury a été entonné à Minsk en langue biélorusse lors des grandes manifestations ayant fait suite aux élections présidentielles de 2010. La traduction en biélorusse a été réalisée par Andreï Khadanovitch, qui a également entonné la chanson en personne sur la place de l'Indépendance à Minsk ; puis enregistrée en 2014.
En 2020, toujours en Biélorussie, la chanson a acquis une nouvelle notoriété lorsqu'elle a été enregistrée par le candidat aux élections présidentielles — qui a ensuite été arrêté — Sergueï Tikhanovski, avec le groupe Kosmas. La chanson est ensuite devenue l'hymne de la campagne électorale de la candidate à la présidence Svetlana Tikhanovskaïa, son épouse.